# Golfo di Papua
Il Golfo di Papua è un'ampia zona marina larga circa 400 km, delimitata a terra dalla costa meridionale della Nuova Guinea.

## Geografia
Alcuni dei fiumi più importanti della Nuova Guinea, come il Fly, il Turama, il Kikori e il Purari, sfociano nel golfo, creando un ampio delta. Mentre la costa occidentale è caratterizzata da paludi di acque di marea, il territorio orientale che termina con Capo Possession, è piatto e sabbioso. L'interno orientale contiene ampie zone di carsismo calcareo. La stagione secca inizia a ottobre e si estende fino a febbraio, dopo di che inizia la stagione umida.
Il limite meridionale del golfo è definito come una linea che va dal delta del fiume Fly, a ovest, fino al meridionale Capo Suckling, a 355 km a est del primo, che si trova a 70 km a nordovest di Port Moresby. Il golfo di Papua forma un'ampia piattaforma con una larghezza massima di 150 km tra la fine della medesima, a circa 140 m di profondità, e il delta del fiume Fly. Esso si restringe a meno di 20 km a est del delta del fiume Purari. Nel sudovest il golfo confina con l'ampia, poco profonda piattaforma dello stretto di Torres, all'estremità della punta nordorientale dell'Australia.
La piattaforma del golfo di Papua può essere divisa in due zone geomorfiche: un basso rilievo, piattaforma interna, zona dei delta; un alto rilievo, una zona da metà a esterna; una zona meridionale di barriera corallina di elevato rilievo e una zona con piattaforma di rilievo da basso a moderato ad est e nordest.
La zona dei delta è un'estesa piattaforma, con acque poco profonde, da 5 a 30 m. Essa è circondata da una zona prima dei delta relativamente scoscesa con da 20 a 50 metri di profondità dell'acqua, che si estende lungo la costa tra il fiume Fly, dominato dalla marea, e la foce del fiume Purari, dominata dalle onde marine.
Una zona a valle scavata ha una complessa topografia del fondo marino dalla mediana all'esterna piattaforma tra i 50 e i 100 metri di profondità. Le evidenze suggeriscono che gran parte di queste valli si formarono a causa dell'erosione delle maree durante il Pleistocene, quando il livello del mare era circa 30–50 m al di sotto dell'attuale posizione.  La zona della barriera corallinaè un complesso di barriere e tratti di barriera a sud di 9° 30' lat.
La batimetria è accidentata vicino alle barriere coralline profonde, che localmente possono avere pareti verticali. Tra le barriere la superficie è piuttosto piatta e ha una profondità di 20–50 m.  La profondità aumenta verso est della GBR, che si trova sull'estremità della piattaforma del bacino del Mar dei Coralli in acque profonde da 120 a 140 m.
Il da moderato a basso rilievo all'esterno della zona della piattaforma da metà all'esterno sta a nord delle valli scavate e al largo della zona del delta.
Sebbene le isobare da 60 a 80 m suggeriscano l'esistenza di valli in direzione est-ovest, queste hanno rilievi molto più bassi di quelle a sud. Generalmente questa zona forma un piano a basso rilievo, digradando lievemente verso la frattura della piattaforma che si trova a circa 140 m sott'acqua.
Un sistema di barriere sommerse forma un bordo vicino alla rottura della piattaforma lungo la parte sudorientale del golfo.

## Demografia ed economia
Le comunità che abitano il golfo di Papua vivono principalmente sia in villaggi sulla riva che nelle foreste costiere di mangrovie, come pure in centri-chiave della regione (Kikori, Baimuru, Ihu, Kerema e Malalaua). Questi centri semi-urbani sono quelli ove sono presenti i servizi sanitari, così come le scuole medie superiori e gran parte dei magazzini commerciali. Il governo provinciale che amministra l'intero golfo di Papua si trova a Kerema. Come risultato della disponibilità di servizi in questi centri, essi sono composti di una mescolanza di gruppi etnici del golfo.
Fin dagli anni 1950, la gente del golfo di Papua migrava verso la capitale Port Moresby per trovarvi lavoro. Ne è conseguito che, a causa di questo spostamento demografico, Port Moresby è sede di una considerevole comunità di residenti del golfo di Papua. Essa si trova principalmente negli insediamenti di Kaugere, Kila Kila e Horse Camp. Le comunità del golfo hanno accesso a servizi aerei regionali che li collegano con il resto dell'ampia nazione.
Una strada asfaltata collega le comunità vicino a Malalaua a Port Moresby. Quando non è allagata una strada in terra battuta collega Kerema a Malalaua. Nonostante queste infrastrutture i mezzi principali di viaggio rimangono le canoe e le scialuppe in fibra di vetro con motore fuori bordo. Nel delta del fiume Purari e tra gli Elema è usuale per le persone, prevalentemente uomini, fare un viaggio almeno una volta l'anno a Port Moresby, per vedere i parenti e incassare denaro.
Oggi, la gente conta principalmente su pesca e caccia, palme sago e, a seconda del luogo, agricoltura e orticoltura.
Comunità nella parte orientale del golfo (Toaripi ed Elema), dove il suolo è in alto hanno ampi giardini. Le comunità (Purari, Urama, Gope, Goaribari, Kerewa) hanno piccoli giardini e tendono a focalizzare i loro sforzi agricoli su una varietà di alberi da frutto.
Fin dall'inizio degli anni 1990, comunità del Golfo di Papua hanno sperimentato un intensivo sviluppo locale da parte di compagnie multinazionali in cerca di petrolio e trovato guadagni grazie al legno delle foreste tropicali. Con lo sviluppo del progetto petrolifero del lago Kutubu nelle terre del sud, un oleodotto ora trasporta il petrolio dai pozzi ad un terminale offshore nel golfo.
Dalla metà degli anni 1990 sono stati installati numerosi campi di taglio e trasporto legname, molti dei quali gestiti dalla compagnia malese Rimbunan Hijau. Le comunità il cui territorio e le cui risorse idriche sono condizionate da questi progetti ricevono una compensazione monetaria attraverso il pagamento di royalty. Di conseguenza queste comunità ora possono acquistare riso, pesce in scatola, kerosene, etc. L'impatto sociale e ambientale a lungo termine di questa estrazione di risorse non è ancora stato determinato.

## Storia culturale

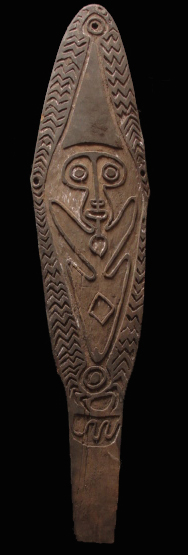
Un esemplare di gope

Il diverso insieme di gruppi colturali che abitano questa regione possiede lievi affinità culturali. La maggioranza parla linguaggi Non-astronesiani e possiede un sistema di discendenza patrilinea. Le comunità sono organizzate sulla base di confini fra tribù e clan. Poiché questi confini sono rimasti intatti nel tempo, le comunità del golfo non hanno contratto matrimoni fra loro all'interno della regione e al di fuori dei propri gruppi etnici.
Durante il periodo coloniale iniziale (1880 - 1920), le comunità divennero note in Europa per le loro grandi abitazioni e i loro fantastici lavori artistici. Nel delta del Purari, in Purari costruivano capanne con facciate di 80 piedi, che si restringevano attorno a un polo centrale rigido di 120 piedi. In contrasto i Goaribari, che occupavano la foce dei fiumi Omati e Kikori, possedevano capanne di altezza uniforme (20 piedi) che raggiungevano lunghezze di 600 piedi. Mentre le comunità della parte orientale (i Purari, Elema e Toaripi) non costruiscono più questi edifici, è ancora possibile trovare capanne tra le comunità Urama, Gope, Era. Fu in questi edifici che molti delle incredibili arti rituali venivano eseguite e conservate.
Rituali quali la caccia di teste e il cannibalismo erano comunemente praticati nel golfo di Papua prima del contatto con gli stranieri. Questi rituali comprendevano la esibizione di poteri magici e l'iniziazione dei giovani maschi. Parte integrante di questi rituali è l'arte tribale. Quest'arte è in gran parte costituita da legno ed è intagliata in rilievo e dipinta con colori di ocra, calce e carbone. Esemplari di quest'arte sono sculture, maschere e gope.
Molti autori, specialmente l'antropologo britannico Alfred Haddon (1920) e lo storico di arte Douglas Newton (1961), hanno notato somiglianze tra le varie forme di arte con quelle dei gruppi che vivono lungo il fiume Sepik. Sulla base di queste somiglianze formali essi hanno ipotizzato la possibilità di un legame culturale tra le due aree. Comunque, ad oggi, nessuna ricerca scientifica ha confermato tale collegamento ed esso rimane un'ipotesi basata su somiglianze stilistiche.